# غراب
غُراب (به انگلیسی: Raven) گروهی از پرندگان تیره کلاغان است. منقارهای بزرگ، پرهای سیاه و بدن پر از شاخصه‌های ظاهری غراب‌هاست.

## گونه‌ها
- غراب گردن‌سفید با نام علمی Corvus albicollis
- غراب معمولی با نام علمی Corvus corax
- غراب استرالیایی با نام علمی Corvus coronoides
- غراب نوک‌کلفت با نام علمی Corvus crassirostris
- کلاغ چیهوآهوآن با نام علمی Corvus cryptoleucus
- غراب کوچک با نام علمی Corvus mellori
- کلاغ دم‌بادبزنی با نام علمی Corvus rhipidurus
- غراب گردن‌قهوه‌ای با نام علمی Corvus ruficollis
- غراب جنگلی با نام علمی Corvus tasmanicus

منقرض‌شده:
- غراب جزیره چاتهام با نام علمی Corvus moriorum
- غراب نیوزیلندی با نام علمی Corvus antipodum